# فالتر فالمان
فالتر فالمان (بالألمانية: Walter Wallmann)‏ (24 أيلول 1932 – 21 أيلول 2013) كان سياسي ألماني شغل منصب عمدة مدينة فرانكفورت (1977–1986).
بين عامي 1986 و 1987 كان أول وزير اتحادي للبيئة، حماية الطبيعة والسلامة النووية. الوزارة تأسست من قبل المستشار هلموت كول في 6 حزيران 1986 ردا على كارثة تشيرنوبيل وشكلت من إدارات وزارات الداخلية، الزراعة والصحة. كان من القرارات المهمة خلال فترة ولايته تغيير قانون ضريبة السيارات لإدخال السيارات منخفضة الانبعاثات وقانون المنظفات 5 آذار 1987.
غادر الوزارة الاتحادية للبيئة ليصبح خامس رئيس وزراء لولاية هسن (1987-1991). كرئيس وزراء للولاية شغل أيضا منصب رئيس البوندسرات التاسع والثلاثين من أيار إلى تشرين الأول 1987. وكان عضوا في الاتحاد الديمقراطي المسيحي.

## روابط خارجية
- فالتر فالمان على موقع مونزينجر (الألمانية)
- فالتر فالمان على موقع ميوزك برينز (الإنجليزية)
- فالتر فالمان على موقع ديسكوغز (الإنجليزية)

- السيرة الذاتية على الموقع الإلكتروني لمستشارية ولاية هسن (بالألمانية)

| المناصب السياسية       | المناصب السياسية               | المناصب السياسية     |
| ---------------------- | ------------------------------ | -------------------- |
| سبقه هولغر بورنر (SPD) | رئيس وزراء ولاية هسن 1987–1991 | تبعه هانز أيشل (SPD) |